# Comuna Ahafiivka, Liubașivka
Ahafiivka (în ucraineană Агафіївка) este o comună în raionul Liubașivka, regiunea Odesa, Ucraina, formată din satele Ahafiivka (reședința), Korniivka și Pîlîpivka.

## Demografie
Componența lingvistică a comunei Ahafiivka
     Ucraineană (96,61%)
     Română (2,03%)
     Rusă (1,19%)
     Alte limbi (0,17%)
Conform recensământului din 2001, majoritatea populației comunei Ahafiivka era vorbitoare de ucraineană (96,61%), existând în minoritate și vorbitori de română (2,03%) și rusă (1,19%).